# ستيوارت برينان
ستيوارت برينان (بالإنجليزية: Stuart Brennan)‏ هو ممثل بريطاني، ولد في 8 أكتوبر 1982 في المملكة المتحدة.

## وصلات خارجية
- ستيوارت برينان على موقع IMDb (الإنجليزية)
- ستيوارت برينان على موقع قاعدة بيانات الفيلم (الإنجليزية)